# Aaron Ramsdale
Aaron Christopher Ramsdale, född 14 maj 1998 i Stoke-on-Trent i England, är en engelsk fotbollsmålvakt som spelar för Newcastle United i Premier League, på lån från Southampton och även för Englands herrlandslag.

## Klubbkarriär
Den 31 januari 2017 värvades Ramsdale av AFC Bournemouth, där han skrev på ett 4,5-årskontrakt. Ramsdale debuterade för Bournemouth i premiären av Premier League 2019/2020 mot tidigare klubben Sheffield United (1–1-match).
Den 19 augusti 2020 återvände Ramsdale till Sheffield United.
Den 20 augusti 2021 skrev Ramsdale på för Arsenal där han bär tröjnummer 32. Efter att ha hållit nollan både i debuten mot West Bromwich i Ligacupen den 20 augusti 2022 och i Premier League-debuten mot Norwich 11 september – samt lovordats för utmärkta räddningar i 2–0-segern mot Leicester – röstades han fram till Månadens spelare i Arsenal och nominerades till oktober månads spelare i Premier League.
Ramsdale blev publikfavorit och omtyckt av Arsenals supportrar, men tappade sin position som förstaval när Arsenal lånade in David Raya. Med bara elva spelade matcher säsongen 2023/24 kände 26-åringen att han behövde flytta för att få regelbunden speltid. Den 30 augusti 2024 blev det officiellt att Ramsdale såldes till Southampton i Premier League. Ramsdale startade 30 ligamatcher men kunde inte rädda kvar Southampton som åkte ur.  Den 3 augusti 2025 blev det officiellt att Newcastle United tecknade ett kontrakt på ett säsongslångt lån.

## Internationell karriär
Aaron Ramsdale debuterade i det engelska seniorlandslaget den 15 november 2021 i en match mot San Marino. Ramsdale höll nollan i en match som slutade 10-0.
Ramsdale var reservmålvakt och med i truppen till EM 2020, VM 2022 samt EM 2024 utan att få någon speltid.